# Bring It All Back
"Bring It All Back" là một bài hát của nhóm nhạc người Anh quốc S Club 7 nằm trong album phòng thu đầu tay của họ, S Club (1999). Nó được phát hành vào ngày 7 tháng 6 năm 1999 như là đĩa đơn đầu tiên trích từ album bởi Polydor Records, đồng thời là đĩa đơn đầu tay trong sự nghiệp của nhóm. Bài hát được đồng viết lời bởi tất cả những thành viên của S Club 7 (Tina Barrett, Paul Cattermole, Jon Lee, Bradley McIntosh, Jo O'Meara, Hannah Spearritt và Rachel Stevens) với những nhà sản xuất nó Eliot Kennedy, Tim Lever và Mike Percy. "Bring It All Back" là một bản pop mang nội dung đề cập đến việc khuyến khích mỗi người theo đuổi những ước mơ của bản thân và bỏ lại phía sau những lời phán xét từ người khác. Ngoài ra, nó cũng được sử dụng làm bài hát chủ đề cho loạt phim đầu tiên của nhóm trên CBBC Miami 7.
"Bring It All Back" là một trong những đĩa đơn hiếm hoi của S Club 7 mà cả bốn thành viên nữ đều hát chính, với O'Meara và Stevens ở đoạn đầu tiên cũng như Barrett và Spearritt ở đoạn sau. Sau khi phát hành, bài hát nhận được những phản ứng trái chiều từ các nhà phê bình âm nhạc, trong đó họ đánh giá cao giai điệu hấp dẫn và thông điệp ý nghĩa, nhưng cũng vấp phải một số ý kiến chỉ trích về quá trình sản xuất thiếu điểm nhấn của nó. Tuy nhiên, "Bring It All Back" đã tiếp nhận những thành công vượt trội về mặt thương mại, đứng đầu các bảng xếp hạng ở New Zealand và Vương quốc Anh, đồng thời lọt vào top 10 ở hầu hết những quốc gia bài hát xuất hiện, bao gồm vươn đến top 5 ở những thị trường lớn như Úc, Ireland, Hà Lan, Tây Ban Nha và Thụy Sĩ. Mặc dù cũng được phát hành ở thị trường Bắc Mỹ, nó đã không thể lọt vào bảng xếp hạng Billboard Hot 100.
Hai video ca nhạc khác nhau đã được thực hiện cho "Bring It All Back", trong đó video đầu tiên được đạo diễn bởi Andrew Margetson với những cảnh S Club 7 hát và nhảy múa trên một bãi biển ở Miami, xen kẽ với các đoạn phim từ Miami 7, bên cạnh phiên bản thứ hai được phát hành ở Hoa Kỳ và bao gồm những hình ảnh nhóm trình diễn trong một nhà lưu động (nơi họ ghi hình chương trình truyền hình đặc biệt Boyfriends and Birthdays) và trong một phòng xử án. Để quảng bá bài hát, S Club 7 đã trình diễn nó trên nhiều chương trình truyền hình và lễ trao giải lớn, bao gồm CD:UK, Des O'Connor Tonight và Top of the Pops, cũng như trong nhiều chuyến lưu diễn của họ. Được ghi nhận là bài hát trứ danh trong sự nghiệp của nhóm, "Bring It All Back" đã được hát lại và sử dụng làm nhạc mẫu bởi một số nghệ sĩ, như Jolin Tsai và GFriend.

## Danh sách bài hát
- Đĩa CD #1 tại Anh quốc[1]

1. "Bring It All Back" – 3:36
2. "So Right" – 3:46
3. "Bring It All Back" (phối mở rộng) – 5:30
4. "Bring It All Back" (video ca nhạc) – 3:32

- Đĩa CD #2 tại Anh quốc[2]

1. "Bring It All Back" – 3:36
2. "Hello Friend" – 3:02
3. "Bring It All Back" (K Klass Club phối) – 6:14

## Xếp hạng
| Bảng xếp hạng (1999-2000)       | Vị trí cao nhất |
| ------------------------------- | --------------- |
| Úc (ARIA)                       | 3               |
| Áo (Ö3 Austria Top 40)          | 13              |
| Bỉ (Ultratip Flanders)          | 2               |
| Bỉ (Ultratop 50 Wallonia)       | 5               |
| Pháp (SNEP)                     | 21              |
| Đức (Official German Charts)    | 6               |
| Ireland (IRMA)                  | 3               |
| Hà Lan (Dutch Top 40)           | 4               |
| Hà Lan (Single Top 100)         | 3               |
| New Zealand (Recorded Music NZ) | 1               |
| Scotland (OCC)                  | 1               |
| Tây Ban Nha (PROMUSICAE)        | 4               |
| Thụy Điển (Sverigetopplistan)   | 9               |
| Thụy Sĩ (Schweizer Hitparade)   | 2               |
| Anh Quốc (OCC)                  | 1               |

| Bảng xếp hạng (1999)                 | Vị trí |
| ------------------------------------ | ------ |
| Australia (ARIA)                     | 14     |
| New Zealand (Recorded Music NZ)      | 4      |
| Romania (Romanian Top 100)           | 100    |
| UK Singles (Official Charts Company) | 11     |
| Bảng xếp hạng (2000)                 | Vị trí |
| Australia (ARIA)                     | 56     |
| Belgium (Ultratop 50 Wallonia)       | 32     |
| Germany (Official German Charts)     | 70     |
| Netherlands (Dutch Top 40)           | 26     |
| Netherlands (Single Top 100)         | 19     |
| Sweden (Sverigetopplistan)           | 60     |
| Switzerland (Schweizer Hitparade)    | 32     |

| Bảng xếp hạng (1990–99)              | Vị trí |
| ------------------------------------ | ------ |
| UK Singles (Official Charts Company) | 84     |

## Chứng nhận
| Quốc gia                                                                           | Chứng nhận | Số đơn vị/doanh số chứng nhận |
| ---------------------------------------------------------------------------------- | ---------- | ----------------------------- |
| Úc (ARIA)                                                                          | Bạch kim   | 70.000^                       |
| Bỉ (BEA)                                                                           | Vàng       | 25.000*                       |
| New Zealand (RMNZ)                                                                 | Bạch kim   | 10.000*                       |
| Thụy Điển (GLF)                                                                    | Vàng       | 15.000^                       |
| Anh Quốc (BPI)                                                                     | Bạch kim   | 675,000                       |
| * Chứng nhận dựa theo doanh số tiêu thụ. ^ Chứng nhận dựa theo doanh số nhập hàng. |            |                               |